# Paralbara
Paralbara là một chi bướm đêm thuộc phân họ Drepaninae.